# جنبش ضد فرکینگ

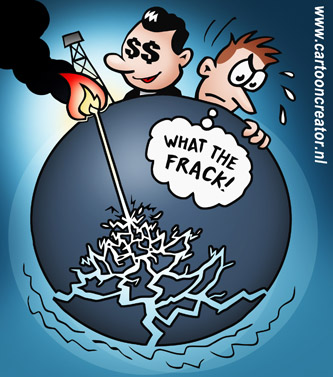
کارتونی دربارهٔ مشکلات تولید گاز فرکینگ

جنبش ضد فرکینگ یک جنبش سیاسی است که به دنبال ممنوعیت استخراج گازهای طبیعی از سازندهای سنگی شیل برای تأمین برق به دلیل تأثیر منفی آن بر محیط زیست است. این اثرات شامل آلودگی آب آشامیدنی، اختلال در اکوسیستم‌ها و اثرات نامطلوب بر سلامت انسان و حیوانات است. علاوه بر این، عمل فرکینگ میزان کربن دی‌اکسید آزاد شده در جو را افزایش می‌دهد و روند تغییرات اقلیمی و گرمایش جهانی را تشدید می‌کند. یک جنبش ضد فرکینگ هم در سطح بین‌المللی، با مشارکت فهرست سازمان‌های زیست‌محیطی، و هم در سطح کشورهای عضو مانند فرانسه و هم در سطح محلی در مناطق آسیب‌دیده مانند بالکومب، ساسکس، در بریتانیا، ظهور کرده است. در رومانی، در لیتوانی، و در الجزایر. جنبش ضد فرکینگ از طریق اقدام مستقیم، رسانه‌ها و لابی‌گری، بر پاسخگو نگه داشتن صنعت گاز و نفت در قبال خسارات زیست‌محیطی گذشته و بالقوه، اخذ غرامت از این صنعت و اخذ مالیات برای کاهش تأثیر آن، و تنظیم فعالیت‌های توسعه و حفاری گاز متمرکز است.

## اروپا

### بریتانیا
کمپین یک اقدام مستقیم مردمی علیه استخراج غیرمتعارف گاز و نفت است.
در ۲۶ سپتامبر ۲۰۱۸، چهار مرد کاروانی از کامیون‌های حامل تجهیزات حفاری را به سمت محلی در جاده پرستون نیو در نزدیکی بلکپول مسدود کردند. آنها دستگیر، به جرم ایجاد مزاحمت عمومی محکوم و به حبس محکوم شدند؛ دو نفر به ۱۶ ماه، یک نفر به ۱۵ ماه و یک نفر به ۱۲ ماه حبس تعلیقی. یکی از وکلای این مردان گفت که آنها اولین فعالان محیط زیستی هستند که از زمان تجاوز دسته جمعی به کیندر اسکات در سال ۱۹۳۲ در بریتانیا زندانی شده‌اند. پس از درخواست تجدیدنظر، احکام در دادگاه تجدیدنظر لغو و مردان زندانی آزاد شدند.

## آمریکای شمالی
نگرانی‌های زیست‌محیطی در مورد شکست هیدرولیکی در ایالات متحده زمانی آغاز شد که جاش فاکس در سال ۲۰۱۰ مستندی با عنوان «سرزمین گاز» دربارهٔ تأثیرات اجتماعی و زیست‌محیطی فرکینگ منتشر کرد. فیلم «گاسلند» که تأثیر فرکینگ هیدرولیکی را بر صاحبان خانه‌های آمریکایی در نزدیکی این مکان‌ها به تصویر می‌کشد، از طریق پوشش خبری، محتوای رسانه‌های اجتماعی و فعالیت‌های زیست‌محیطی پس از انتشار فیلم، علاقهٔ فزاینده‌ای را به جنبش ضد فرکینگ برانگیخت. در سال ۲۰۱۱، شهر درایدن، نیویورک، یکی از اولین جوامع در ایالت بود که فرکینگ را در جامعه خود ممنوع کرد. این ممنوعیت توسط فعالان مردمی ائتلاف آگاهی از منابع درایدن آغاز شد که در سال ۲۰۱۰ شروع به جمع‌آوری امضا برای یک اقدام رأی‌گیری کردند. تا سال ۲۰۱۴، ۴۰۰ جامعه در سراسر کشور اقدامات مشابهی را در شهرهای خود انجام داده بودند. نکته قابل توجه این است که در سال ۲۰۱۴، جنبش ضد فرکینگ شهر نیویورک به پیروزی قابل توجهی دست یافت و توانست فرماندار کومو را وادار به ممنوعیت فرکینگ در این ایالت کند. این پیروزی مدیون تعداد زیاد گروه‌های محیط زیستی حاضر و فعال در نیویورک است. در سال ۲۰۲۰، مجلس قانونگذاری ایالت نیویورک ممنوعیت دائمی فرکینگ را در بودجه ۲۰۲۱ خود گنجاند که تعهدی اساسی‌تر برای پایان دادن به فرکینگ نسبت به اقدام اجرایی فرماندار کومو در سال ۲۰۱۴ محسوب می‌شود. این ممنوعیت به دلیل سال‌ها سازماندهی مردمی در سراسر ایالت نیویورک است که در آن فعالان ده‌ها هزار امضا برای طومار جمع‌آوری کردند و ۲۰۰ شهرداری را متقاعد کردند که ابتکارات ضد فرکینگ خود را پیشگام کنند.
حمایت سلبریتی‌ها نیز بخش قابل توجهی از جنبش ضد فرکینگ بوده است. مارک رافالو، بازیگر، که در شهر نیویورک زندگی می‌کند، به یکی از مخالفان اصلی فرکینگ تبدیل شد. رافالو در مقاله‌ای که با همکاری فیل رادفورد در سی‌ان‌ان نوشت، استدلال کامل خود را علیه فرکینگ (شکست هیدرولیکی) ارائه داد، جایی که او استدلال کرد که منابع انرژی خورشیدی و بادی اکنون در دسترس هستند و استفاده از گاز طبیعی فرکینگ شده به جای منابع انرژی پاک‌تر منجر به آتش‌سوزی بیشتر شیرهای آب، نشت متان که باعث گرمایش جهانی می‌شود، آلودگی آب‌های زیرزمینی و مواد شیمیایی سرطان‌زا در جوامع خواهد شد. در نیویورک، بیش از ۱۸۰ هنرمند حوزه سرگرمی، موسیقی و سینما (از جمله لیدی گاگا، رابرت دنیرو، مارک رافالو، پل مک‌کارتنی و سوزان ساراندون) به عنوان اعضای گروه «هنرمندان مخالف فرکینگ» شناخته می‌شوند، گروهی که با فرکینگ در شیل مارسلوس مخالف است.

## در فیلم
- املاک تقسیم‌شده (۲۰۰۹)
- سرزمین گاز (۲۰۱۰)
- سرزمین گاز: قسمت دوم (۲۰۱۳)
- آسمان صورتی است (۲۰۱۳)
- خیزش ناگهانی (۲۰۱۴)
- فرک آف (بریتانیا)
- فراکمن (استرالیا، ۲۰۱۵)
- بوجک هورسمن، فصل ۴ (۲۰۱۷)
- آب زندگی است (استرالیا، ۲۰۱۸)[۱۶]